# Taponnat-Fleurignac
Taponnat-Fleurignac là một xã thuộc tỉnh Charente trong vùng Nouvelle-Aquitaine tây nam nước Pháp. Xã này có độ cao trung bình 97 mét trên mực nước biển.